# Romaniv, Șepetivka
Romaniv (în ucraineană Романів) este un sat în comuna Korciîk din raionul Șepetivka, regiunea Hmelnîțkîi, Ucraina.

## Demografie
Componența lingvistică a localității Romaniv
     Ucraineană (98,68%)
     Alte limbi (0,88%)
Conform recensământului din 2001, majoritatea populației localității Romaniv era vorbitoare de ucraineană (98,68%), existând în minoritate și vorbitori de alte limbi.